# Monomorium thrascoleptum
Monomorium thrascoleptum är en myrart som beskrevs av Bolton 1987. Monomorium thrascoleptum ingår i släktet Monomorium och familjen myror. Inga underarter finns listade i Catalogue of Life.